# Hurst Green (East Sussex)
Hurst Green – wieś w Anglii, w hrabstwie East Sussex, w dystrykcie Rother. Leży 69 km na południowy wschód od Londynu. W 2001 miejscowość liczyła 1451 mieszkańców.